# NGC 4543
NGC 4543 este o galaxie eliptică situată în constelația Fecioara. A fost descoperită în 27 decembrie 1827 de către John Herschel. Se află la o distanță de 20,31 de megaparseci de Pământ.